# Bataille de Ras-el-Khanfra (1980)
Guerre du Sahara occidental
Batailles
La bataille de Ras-el-Khanfra a lieu du 9 septembre 1980 à février 1981 entre les troupes du Front Polisario et l'armée marocaine entre Tarfaya et Ras el-Khanfra, dans le Sahara occidental revendiqué par les deux belligérants. Le but de cette offensive est d'empêcher la construction du 1er mur des sables, destiné à protéger le « triangle utile » Laâyoune-Smara-Boukraa.

## Forces en présence
Les unités marocaines sont issues de la colonne Larak, et des 6e, 8e et 10e régiments d'infanterie motorisée (RIM). La force Larak, créée en août 1980, est commandée par le colonel Mohamed Ben Othman et son chef d'état-major est le colonel Ahmed Taj.

## Déroulement

### Combats du 16, du 17, du 21 et du 22 septembre
Le 16 septembre 1980 vers 18 h 30, la force Larak partie de Tarfaya vers Ras-el-Khanfra est attaquée par le Polisario entre Seken et Abatieh. Face à des forces sahraouies estimées à 3000 à 4 000 hommes, elle appelle des renforts et l'aviation mais reste en infériorité numérique. Elle subit de lourdes pertes, 70 tués, 60 blessés et 30 disparus, les Marocains déclarant avoir tué 250 Sahraouis et détruit 48 de leurs véhicules. Les combats reprennent le 21 septembre. Le Polisario revendique la mort de 321 soldats marocains et la capture de 64 autres. Ce jour-là, un chasseur Mirage F1 est abattu. Le Polisario aurait fait 57 prisonniers lors de tentatives marocaines de récupération de l'épave le 22 septembre

### Combats de début octobre 1980

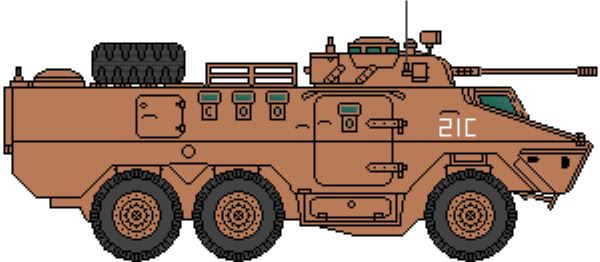
Dessin d'un Ratel-20 tel que ceux utilisés par les Marocains.

Les 3 et 4 octobre, le Polisario affronte l'armée marocaine près de Ras-el-Khanfra. Après un bombardement de 4 heures le 3 et de 2 heures le 4, le Polisario annonce la destruction de 6 blindés Ratel-20 et la mort d'une centaine de soldats marocains, tandis que l'agence officielle marocaine MAP reconnait 2 morts et un blessé, et annonce la mort de 150 rebelles. Les combats se poursuivent le 5 et le 7. Le point d'appui de Ras-el-Khanfra, bien que protégé par une batterie de BM-21 Grad, est détruit par le Polisario et certains des lance-roquettes capturés.
Le 8 octobre, l'aviation marocaine serait intervenue en soutien d'une unité marocaine au sol, tuant, selon les déclarations marocaines, 150 soldats du Polisario pour 2 Marocains tués.

### Combat de fin octobre 1980
Les 22 et 23 octobre, la colonne Larak et le 6e RIM affrontent le Polisario. Une reconnaissance aérienne aurait repéré plusieurs bataillons indépendantistes. La colonne sahrouie est bombardée par l'aviation marocaine de 10 h à 14 h. À 15 h, les Sahraouis lancent leur attaque, sans succès. Le Polisario annonce la capture de 6 soldats marocains, tandis que le Maroc revendique la mort de 150 rebelles et la destruction de 60 de leurs véhicules, tout en reconnaissant 14 tués et 65 blessés dans ses rangs.

### Opérations fin novembre 1980
,

### Embuscade de Rous-Lakhyalat
Le 24 décembre 1980, le Polisario attaque une colonne marocaine. Il revendique la destruction de deux chars rapides SK-105, de 5 AML-90 et la mort de 299 soldats marocains, dont le chef de bataillon Allal Arrahmani. L'armée royale reconnait la mort du commandant mais précise que l'attaque n'a fait que deux victimes parmi ses troupes. Un avion F-5A est abattu par le Polisario le 27.

### Sources bibliographiques
1. 1 2  Merini, p. 449.
2. 1 2  Ali, p. 155.
3. 1 2  Merini, p. 448.
4. ↑  Merini, p. 450-453.